# Kabinett Talu
Das Kabinett Talu war die 36. Regierung der Türkei, die vom 15. April 1973 bis zum 26. Januar 1974 durch Ministerpräsident Naim Talu geleitet wurde.
Ab 1970 kam es zu immer heftigeren Auseinandersetzungen zwischen links- und rechtsradikalen Kräften in der Türkei.:92 Nachdem die Regierung unter Süleyman Demirel die Mehrheit im Parlament verloren hatte und die öffentliche Ordnung und Sicherheit im Land nicht wiederherstellen konnte, verkündete der Generalstabschef am 12. März 1971 ein Memorandum, in dem das Parlament aufgefordert wurde, eine starke und unabhängige Regierung zu organisieren, welche die Anarchie und Gewalt mit demokratischen Mitteln unterbinde und Reformen einleite, sonst würde das Militär die Regierungsgeschäfte übernehmen. Ministerpräsident Demirel trat daraufhin unter Protest zurück.
Staatspräsident Cevdat Sunay beauftragte den Juristen und ehemaligen CHP-Minister Nihat Erim mit der Regierungsbildung. Das Kabinett bestand vor allem aus unabhängigen Experten und Mitgliedern der AP und der CHP, scheiterte jedoch bald an unterschiedlichen Vorstellungen zur Reform und Modernisierung des Landes.:94 Auch ein zweites Kabinett unter der Führung von Erim arbeitete nur kurz, dann trat der Regierungschef nach umfassenden Verfassungsänderungen zurück.:95 Neuer Ministerpräsident wurde Ferit Melen.:95 f.
Nach der Wahl von Fahri Korutürk zum neuen Staatspräsidenten legte Melen sein Amt nieder. Da sich die Lage im Land inzwischen beruhigt und sich die militärische Führung mit kemalistischen Reformen und der Wiederherstellung der öffentlichen Ordnung durchgesetzt hatte, setzte man für den 14. Oktober 1973 Neuwahlen an und ernannte Handelsminister Naim Talu zum Regierungschef.:96

## Minister
| Titel                                          | Name                  | Partei     |
| ---------------------------------------------- | --------------------- | ---------- |
| Ministerpräsident                              | Naim Talu             | unabhängig |
| Staatsminister                                 |                       |            |
| Kemal Satır                                    | CGP                   |            |
| Nizamettin Erkmen                              | AP                    |            |
| İlhan Öztrak                                   | unabhängig            |            |
| İsmail Hakkı Tekinel                           | unabhängig            |            |
| Justizminister                                 | Hayri Mumcuoğlu       | unabhängig |
| Verteidigungsminister                          | İlhami Sancar         | CGP        |
| Innenminister                                  | Mukadder Öztekin      | unabhängig |
| Außenminister                                  | Ümit Haluk Bayülken   | unabhängig |
| Finanzminister                                 | Sadık Tekin Müftüoğlu | AP         |
| Bildungsminister                               | Orhan Dengiz          | AP         |
| Minister für öffentliche Arbeiten              | Nurettin Ok           | AP         |
| Minister für Bau und Siedlungswesen            | Nebil Oktay           | CGP        |
| Minister für Gesundheit und soziale Sicherheit | Vefa Tanır            | CGP        |
| Landwirtschaftsminister                        | Ahmet Nusret Tuna     | AP         |
| Minister für dörfliche Angelegenheiten         | Orhan Kürümoğlu       | AP         |
| Forstminister                                  | İsa Bingöl            | AP         |
| Transportminister                              | Sabahattin Özbek      | unabhängig |
| Arbeitsminister                                | Ali Naili Erdem       | AP         |
| Handelsminister                                | Ahmet Türkel          | AP         |
| Minister für Industrie und Technologie         | Nuri Bayar            | AP         |
| Minister für Zölle und Monopole                | Fethi Çelikbaş        | CGP        |
| Tourismusminister                              | Ahmet İhsan Kırımlı   | AP         |
| Minister für Energie und natürliche Ressourcen | Kemal Demir           | CGP        |
| Minister für Jugend und Sport                  | Celalettin Bingöl     | AP         |